# Jewhen Sztendera
Jewhen Sztendera, ukr. Євген Штендера, pseud. Nerw, Prirwa, Zorianyj (ur. 2 stycznia 1924 w Wolicy Baryłowej, zm. 23 sierpnia 2022) – ukraiński działacz niepodległościowy, nacjonalista, dziennikarz, major UPA, dowódca kurenia „Wowky”, wykładowca Politechniki Lwowskiej.

## Życiorys
Członek Organizacji Ukraińskich Nacjonalistów od 1940. W 1943 wstąpił do UPA w rejonie Beresteczka. W latach 1945–1947 dowódca Okręgu III OUN(b). W latach 1945–1946 był również dowódcą Odcinka Taktycznego UPA „Danyliw”, od stycznia do lipca 1946 referent wojskowy Okręgu III, w latach 1946–1947 prowidnyk nadrejonu „Łyman”.
Był współorganizatorem jedynego, pełnego porozumienia między UPA i WiN, które skutkowało wspólnym atakiem na Hrubieszów 28 maja 1946.
Na przełomie lat 1947/48 dowodził rajdem UPA z terenów Podlasia do Prus Wschodnich. Wiosną 1948 roku powrócił na Podlasie, na styk powiatów Włodawa i Biała Podlaska. Z różnych względów nie udało mu się nawiązać kontaktu z miejscowym kierownictwem i bojówkami pozostałymi na zimę na terenie nadrejonu ''Łewada''. Ze względu na to z kilkoma ludźmi udał się w marsz do amerykańskiej strefy okupacyjnej w Niemczech.
Od 1948 w Niemczech, następnie wyemigrował do Kanady. Studiował zarówno w Niemczech, jak i w Kanadzie, uzyskując stopnie naukowe na University of Saskatchewan i University of Alberta. Od 1975 pracował w National Library of Canada. Współpracownik czasopism „Suczasna Ukrajina”, „Ukrajinśkyj Samostijnyk”, „Do zbroji”, „Ukrajinski Wisti” (Edmonton).
Od 1992 prowadził wykłady na Politechnice Lwowskiej.